# Elektriciteitscentrale Westerholt
De Elektriciteitscentrale Westerholt (Kraftwerk Westerholt) was een kolengestookte thermische centrale in Gelsenkirchen-Hassel, Duitsland. De in de jaren 60 gebouwde centrale bestond uit twee eenheden met elk een vermogen van 150 megawatt. De in 1981 opgetrokken schoorsteen was met zijn 337 m de hoogste van Duitsland.
De centrale werd op 13 mei 2005 buiten gebruik genomen en de schoorsteen is op 3 december 2006 om 10u53 opgeblazen.
Op de terreinen staat sedert de lente van 2004 de centrale "FKW Westerholt" met 6 boilers voor warmtedistributie in het noordelijk deel van het Ruhrgebied.
De Westerholt steenkoolmijn is enkele honderden meter van de centrale verwijderd.

## Externe links

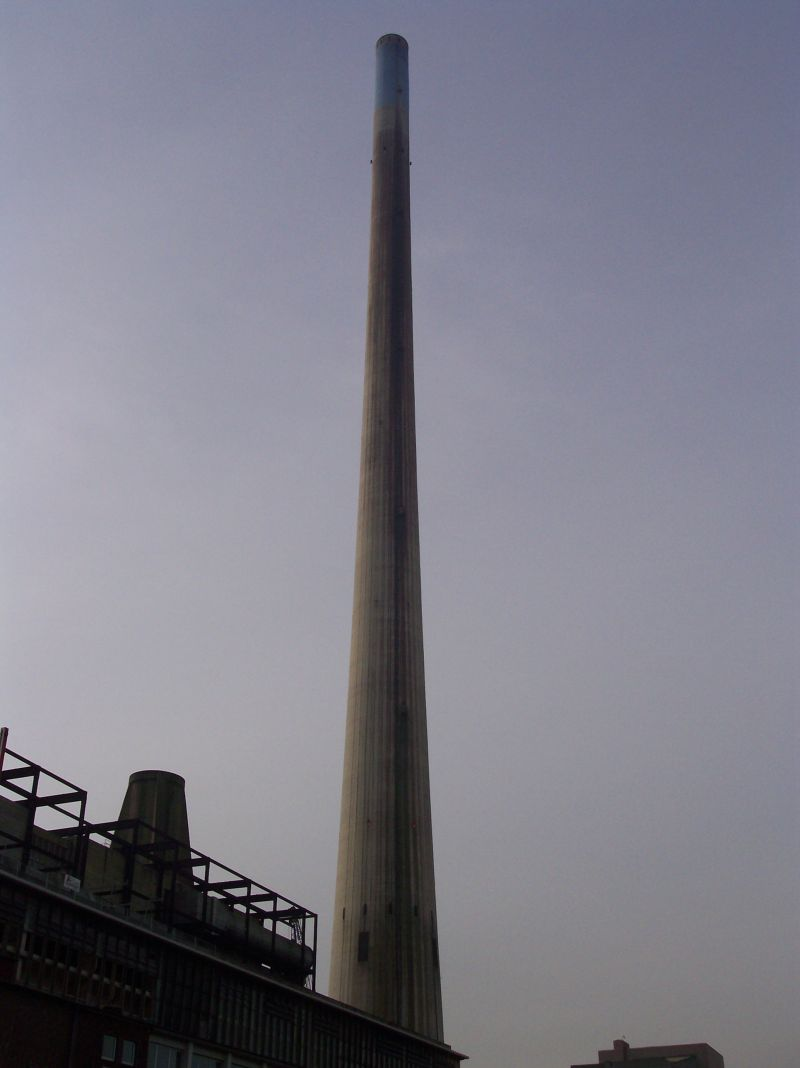
337 m hoge schoorsteen van de centrale